# Wilhelm Schaper
Wilhelm Schaper, auch Karl Wilhelm Schaper (* 8. März 1855 in Göttingen; † 22. April 1926 in Breslau) war ein deutscher Pädagoge, Rektor und Naturforscher.

## Leben und Wirken
Schaper war der Sohn eines Göttinger Tuchmachers. Zuerst besuchte er die Realschule, dann das Gymnasium in Göttingen. Nach Ableistung seines Militärdienstes begann er 1876 ein Studium der Physik, Mathematik und Naturgeschichte an der Universität Göttingen. 1879 wurde er zum Dr. phil. promoviert und bestand bald darauf das Staatsexamen. Zu Ostern 1880 wurde er als wissenschaftlicher Hilfslehrer an der Höheren Bürgerschule zu Lübeck, dem Realzweig des Katharineums angestellt. Zum Ende des gleichen Jahres wechselte er als Oberlehrer an den Gymnasialzweig (Gymnasium und Realgymnasium).
In Lübeck wurde er Mitglied der Gesellschaft zur Beförderung gemeinnütziger Tätigkeit und der Geographischen Gesellschaft. In den Jahren seiner Lübecker Tätigkeit hielt er mehr als 60 Vorträge. Seit seiner Studienzeit bei Ernst Christian Julius Schering war er besonders am Erdmagnetismus interessiert. Ab 1884 baute er als Leiter die Erdmagnetische Station in Lübeck auf, mit der er während der Jahre 1885/87 eine Magnetische Aufnahme des Küstengebietes zwischen Elbe und Oder ausführte. Diese Arbeit wurde hauptsächlich aus dem Grunde unternommen, weil die Resultate der beiden erdmagnetischen Stationen in Lübeck und auf der deutschen Seewarte hinsichtlich des Wertes der magnetischen Elemente nicht genügend übereinstimmten und der Direktor der Seewarte Georg von Neumayer es für sehr wünschenswert hielt, diesen Punkt durch erneute und eingehende Untersuchungen klarzustellen. Der Lübecker Senat kam durch Bewilligung der nötigen Mittel entgegen. Die Sternwarte Göttingen stellte  ein großes Meyerstein’sches Nadel-Inklinatorium zur Verfügung, und zu den Deklinations- und Intensitäts-Bestimmungen wurden 1885 ein Kollimator-Magnet, der in einem Kästchen an vier Seitenfäden hing, sowie ein einfacher im Theodolit benutzt. In den beiden folgenden Jahren benutzte Schaper das Neumayer’sche Marine-Deklinatorium, bei dem jedoch im Jahre 1887 die schwere Doppelnadel durch eine leichtere Doppelnadel ersetzt wurde, bei welcher die Magnete dünner und die übrigen Konstruktionsteile aus Aluminium gefertigt waren. Durch Spenden wurde es ihm ermöglicht, vom Feinmechaniker Diederichs in Göttingen ein Reise-Universalinstrument nach seinen Vorstellungen anfertigen zu lassen.
Durch die Einführung der elektrischen Straßenbahn in Lübeck wurde jedoch die Arbeit der Station schwer beeinträchtigt. Bemühungen, in größerer Entfernung vom elektrischen Straßenbahnnetz ein neues Observatorium zu bekommen, scheiterten. Auch aus diesem Grund nahm er 1898 eine Berufung zum Direktor des Herzoglichen Realgymnasiums Meiningen (heute Evangelisches Gymnasium Meiningen) an und zog nach Meiningen.

## Schriften
- Untersuchungen über die aequipotentiale Vertheilung der magnetischen Fluida cylindrischer Stahlstäbe. Metzger & Wittig 1880
- Klimatisches über Lübeck.; Meteorologisches über Lübeck. In: Lübeck: Festschrift den Theilnehmern der 67. Versammlung deutscher Naturforscher und Ärzte gewidmet, H.G. Rahtgens, Lübeck 1895
- Magnetische Aufnahme des Küstengebietes zwischen Elbe und Oder: ausgeführt von der erdmagnetischen Station zu Lübeck Heft 1-, 1885–1909